# Бойцов Олег Леонідович
Оле́г Леоні́дович Бойцо́в (нар. 28 листопада 1979 — 9 квітня 2019) — старшина Державної служби України з надзвичайних ситуацій, учасник російсько-української війни.

## Життєпис
Народився 1979 року в місті Слов'янськ (Донецька область). Раніше служив пожежним — у 37-й Державній пожежно-рятувальній частині міста Слов'янська. Старшина служби цивільного захисту, старший сапер відділення піротехнічних робіт групи піротехнічних робіт, частина піротехнічних робіт та гуманітарного розмінування аварійно–рятувального загону спецпризначення (ГУ ДСНС України у Донецькій області).
9 квітня 2019-го близько передобідньої пори загинув внаслідок вибуху невідомого вибухового пристрою під час проведення робіт з обстеження та очищення території від вибухонебезпечних предметів — поблизу насосної станції каналу Сіверський Донець — Донбас (у «сірій зоні» поблизу смт Зайцеве); ще два рятувальники дістали тяжкі поранення.
11 квітня 2019 року похований у Слов'янську; по всій області в знак скорботи за полеглим приспустили прапори та вишикували пожежні автомобілі зі включеними звуковими сиренами.
Без Олега лишилися дружина і двоє дітей.

## Нагороди та вшанування
- Указом Президента України № 149/2019 від 18 квітня 2019 року за «особисті заслуги у захисті державного суверенітету та територіальної цілісності України, мужність і самовіддані дії, виявлені під час виконання службового обов'язку» — нагороджений орденом «За мужність» III ступеня (посмертно)[3]
- Почесний громадянин Слов'янська (посмертно).[4]